# Theodoros Kalakonas
Theodoros Kalakonas (in greco Θεόδωρος Καλακώνας?; Atene, 28 ottobre 1974) è un ex pallanuotista greco.